# Hans Eiberg
Hans Eiberg, född 1945, är en dansk genetiker, känd för upptäckten av den mutation som ger blåa ögon. Han har också visat att denna mutation uppkom vid ett enda tillfälle för 6 000 - 10 000 år sedan, och alla blåögda tycks alltså ha en gemensam förfader som levde vid denna tid.
Eiberg har varit verksam på Instituttet för Medicinsk Biokemi och Genetik, Köpenhamns Universitet sedan 1971 som adjunkt, lektor och associate professor. Tillsammans med professor Jan Mohr upprättade han institutets stora familjebank med prov från tusen barnrika danska familjer 1972. Eiberg har bidragit till kartläggningen av det mänskliga genomet och han har lyckats påvisa viktiga genetiska markörer för allvarliga sjukdomar som cystisk fibros, Spielmeyer-Vogt disease och olika ögonsjukdomar. Han påvisade att sängvätning är ärftligt och inte en psykisk sjukdom.